# Posąg św. Jana Nepomucena w Bystrzycy Kłodzkiej
Posąg św. Jana Nepomucena w Bystrzycy Kłodzkiej – pochodzący z 1704 roku barokowy posąg nieznanego autorstwa, stojący na pl. Szpitalnym, przy moście nad Nysą Kłodzką. Najprawdopodobniej druga najstarsza figura św. Jana Nepomucena w Polsce.

## Historia
Posąg pochodzi z roku 1704, a więc powstał jeszcze przed kanonizacją świętego, która nastąpiła w roku 1729. Wykonawca pomnika jest nieznany. Niektóre publikacje błędnie interpretują inskrypcję, która wskazuje Franza Veita jako fundatora, a nie wykonawcę.  Posąg jest najprawdopodobniej drugą najstarszą figurą św. Jana Nepomucena w Polsce, starszy jest tylko posąg w Wierzbnej.
Decyzją wojewódzkiego konserwatora zabytków z dnia 22 czerwca 1982 obiekt został wpisany do rejestru zabytków ruchomych. W roku 1999 figurę poddano renowacji, dzięki staraniom byłego mieszkańca Bystrzycy Kłodzkiej Karl Heinza Ludwiga. 

## Architektura
Figura stylistycznie nie odbiega od innych postaci świętego, stawianych w tym czasie masowo na czeskich i niemieckich mostach. Posąg ustawiony jest na niewysokim cokole, otoczonym żeliwnym ogrodzeniem. Rzeźba prezentuje wariant skręconej serpentynowo, stojącej postaci, o ascetycznej twarzy i wzroku utkwionym w przyciskanym do piersi krucyfiksie. Figura świętego pokryta jest polichromią. Futrzana peleryna jest brązowa, komża biała, a rękawy i dół wykończone są złotą koronką. Pod komżą jest czarna sutanna, spięta złotymi, gęsto rozmieszczonymi guziczkami. Głowa świętego w czarnym birecie lekko pochylona w lewą stronę, w kierunku krucyfiksu. Nad głową (a nie wokół głowy) aureola z pięciu, dużych, złotych gwiazd. Na cokole wykuto łacińskim chronogramem "CeDat In honoreM sanCtI IoannIs" (1704), a na jego tylnej ścianie  widnieje gmerk fundatora i napis "Franciscus Carolus Veit fecit 1704".